# Danuta Wieczorek-Szwaj
Danuta Wieczorek-Szwaj, również jako Danuta Szwaj i Danuta Wieczorek (ur. 27 kwietnia 1949 w Pszczynie) – polska tenisistka.
Zawodniczka klubów: AKS Chorzów, Baildon Katowice i Piast Gliwice. Półfinalistka turnieju singlowego juniorek turnieju w Wimbledonie (1967). Reprezentantka Polski w Pucharze Federacji (1968). W 1969 wystąpiła w turnieju wielkoszlemowym French Open (w I rundzie singla przegrała z Australijką Lesley Bowrey). Tytuł mistrzyni Polski zdobyła 24 razy, w tym 8 razy w singlu (1966, 1967, 1968, 1970, 1971, 1975, 1977, 1979), 7 razy w deblu (1966 z Jadwigą Jędrzejowską, 1968 z Barbarą Olszowską, 1971 z Danutą Rylską, 1975 z Elżbietą Ślesicką, 1976 i 1977 z Jolantą Rozalą, 1979 z Barbarą Olszą) i 5 razy w mikście (1967 z Mirosławem Rybarczykiem, 1972, 1974 i 1975 z Jerzym Sonsallą, 1978 z Henrykiem Drzymalskim), 3 razy w singlu w hali (1970, 1971, 1978) i raz w deblu w hali (1980 z Dorotą Dziekońską). Ponadto ośmiokrotna międzynarodowa mistrzyni Polski (1977 w singlu, trzykrotna w deblu: 1967 z Barbarą Olszowską, 1970 z Judith Dibar z Rumunii, 1979 z Barbarą Olszą oraz czterokrotna w mikście: 1968 z Philem Dentem z Australii, 1970 z Antsem Juhweltem z ZSRR, 1973 i 1975 z Jerzym Sonsallą).